# Adam Wilhelm Moltke

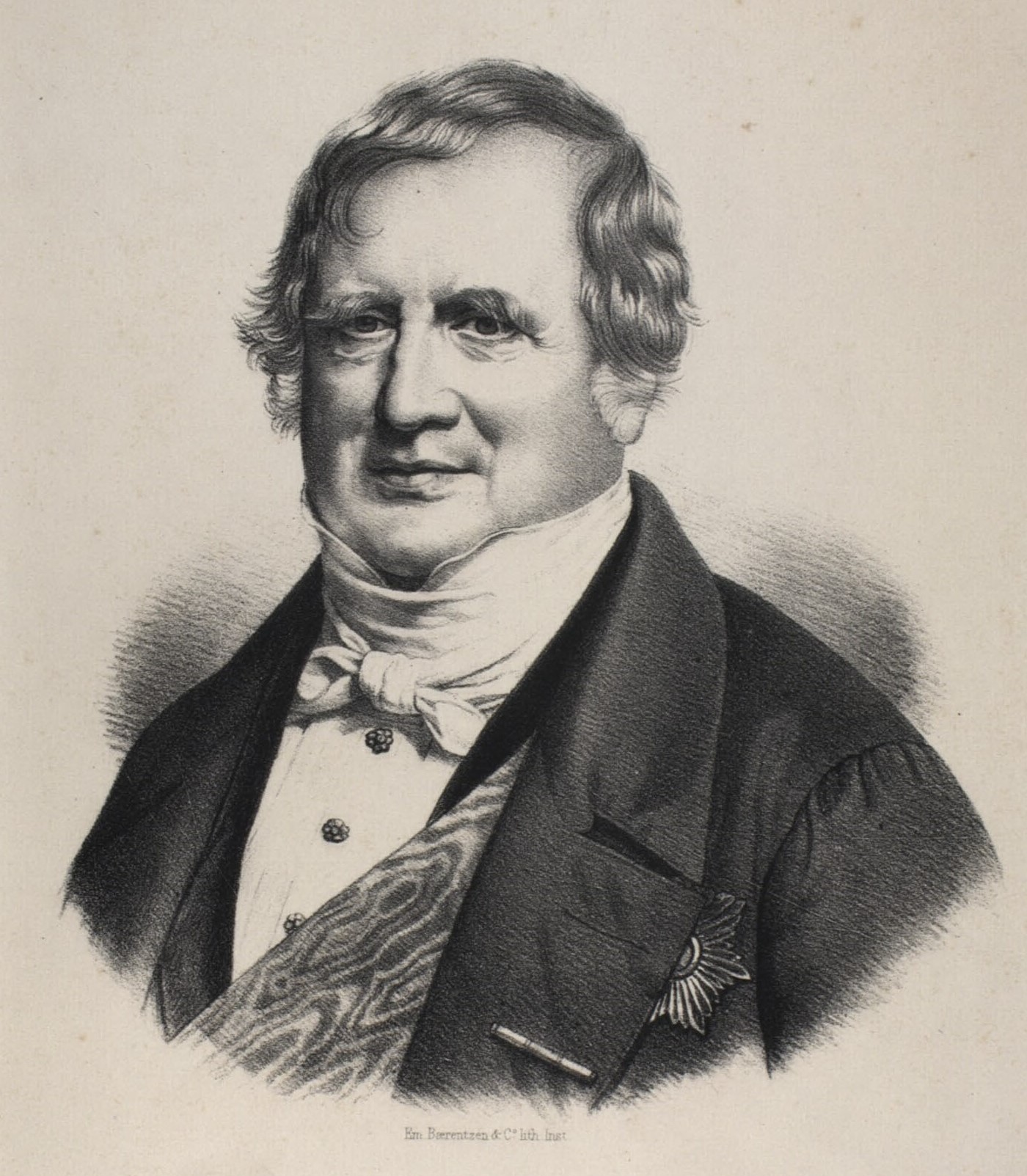
Adam Wilhelm Moltke

Lehnsgraf Adam Wilhelm Moltke zu Bregentved (* 25. August 1785 in Einsidelsborg, Fünen; † 15. Februar 1864 in Kopenhagen) war ein dänischer Politiker und vom 22. März 1848 bis zum 27. Januar 1852 der erste demokratisch gewählte Premierminister Dänemarks.

## Leben
Moltke entstammte dem mecklenburgischen Uradelsgeschlecht Moltke, sein Vater war der Staatsminister Joachim Godske Moltke.
1805 bestand Moltke sein juristisches Examen und wurde kurz darauf Auskultant im Højesteret. 1809 nahm er an den dem Dänisch-Schwedischen Krieg folgenden Friedensverhandlungen in Jönköping teil. 1812 wurde er Deputierter in der Rentenkammer und 1816 zudem Mitglied der Finanzdeputation sowie Mitglied der Direktion für Staatsgelder. Von 1831 bis 1848 war er geheimer Staatsminister. 1828 erhielt er das Großkreuz das Dannebrogordens und 1836 den Elefanten-Orden. 1849 bis 1860 war er Abgeordneter des Landstings.
Seine Amtszeit als Premierminister dauerte von 1848 bis 1852, dabei leitete er die Kabinette Moltke I, Moltke II, Moltke III und Moltke IV. In dieser Zeit hatte er gleichzeitig verschiedene Ministerposten inne; so war Moltke Marineminister (22. März 1848 – 6. April 1848), Finanzminister (22. März 1848 – 16. November 1848) und Außenminister (16. November 1848 – 6. August 1850).
Moltke liegt auf dem Friedhof der Karise Kirke begraben.

## Zeitgenössische Beurteilung
1848/9 schrieb der Nordische Telegraph:

„Graf Adam Wilhelm Moltke zu Bregentved ist ein alter, vom Volke hochgeachteter Staatsmann, der sich um sein Vaterland besonders durch kluge und gewissenhafte Verwaltung der Finanzen und der Rentenkammer […] verdient gemacht hat. Aus seinem Aeußeren schon spricht eine edle Seele und man erkennt gleich den rührigen, thätigen Geschäftsmann. Das volle, durch das Alter etwas markirte Gesicht, die lebhaften kleinen Augen mit starken, überhängenden lichten Augenbrauen, die hohe, edle Stirn, die kräftig gebaute, mittelgroße Figur und ein rascher, fester Gang geben dem stets einfach gekleideten, aber doch durch eine gewisse Vornehmheit in Haltung und Bewegung auffallenden Manne etwas Eigenthümliches.“

## Ehen und Nachkommen
Am 14. Juni 1817 heiratete Moltke in Kopenhagen seine erste Frau  Friederike Louise Gräfin Knuth-Knuthenborg (* 2. Januar 1797; † 16. März 1819), Tochter des Geheimkonferenzrates Frederik Knuth-Knuthenborg.
Nach dem Tode seiner ersten Frau heiratete er am 22. August 1823 in Kopenhagen deren Schwester Maria Elisabeth Gräfin Knuth (* 2. Januar 1791; † 13. März 1851). Aus der zweiten Ehe gingen folgende Kinder hervor:
- Frederik Georg Julius (* 27. Februar 1825 in Kopenhagen; † 1. Oktober 1875 auf Bregentved Gods), späterer Außenminister, ⚭ 1851 Karoline von der Maase (1827–1886)
- Maria Caroline Vilhelmine (* 23. Juli 1827; † 20. Januar 1889)
- Julie Georgine Sophie (4. Mai 1830 in Kopenhagen; † 24. Dezember 1889, in Kopenhagen)
- Christian Henrik Carl (* 13. Mai 1833; † 21. Dezember 1918 auf Lystrup Gods) ⚭ 1865 Karoline Amalie (Amy) Gräfin Danneskiold-Samsoe (1843–1876)

## Auszeichnungen
- 1815: Ritterkreuz des Dannebrogordens[3]
- 1824: Komtur des Dannebrogordens[3]
- 1826: Dannebrogsmændenes hæderstegn[3]
- 1828: Großkreuz des Dannebrogordens[3]
- 1836: Elefanten-Orden[3]

## Endnoten
1. 1 2  Steen Andersen Bille: Moltke, Adam Wilhelm. In: Carl Frederik Bricka (Hrsg.): Dansk biografisk Lexikon. Tillige omfattende Norge for Tidsrummet 1537–1814. 1. Auflage. Band 11: Maar–Müllner. Gyldendalske Boghandels Forlag, Kopenhagen 1897, S. 393–396 (dänisch, runeberg.org).
2. ↑  A. W. Moltke, Präsident des dänischen Ministeriums. In: Nordischer Telegraph. Eine Wochenschrift für Politik, Literatur und Kunst Skandinaviens und der Niederlande. Erster Band, Nr. 1–39, Oktober 1848 – Juni 1849, S. 67.
3. 1 2 3 4 5  Povl Engelstoft: A.W. Moltke. In: Svend Cedergreen Bech, Svend Dahl (Hrsg.): Dansk biografisk leksikon. Begründet von Carl Frederik Bricka, fortgesetzt von Povl Engelstoft. 3. Auflage. Band 10: Moltke–Olrik. Gyldendal, Kopenhagen 1982, ISBN 87-01-77464-6 (dänisch, biografiskleksikon.lex.dk).

| Personendaten    | Personendaten                                       |
| ---------------- | --------------------------------------------------- |
| NAME             | Moltke, Adam Wilhelm                                |
| ALTERNATIVNAMEN  | Moltke, Adam Wilhelm Graf                           |
| KURZBESCHREIBUNG | dänischer Politiker; Ministerpräsident von Dänemark |
| GEBURTSDATUM     | 25. August 1785                                     |
| GEBURTSORT       | Einsidelsborg (heute Egebjerggård), Fyn             |
| STERBEDATUM      | 15. Februar 1864                                    |
| STERBEORT        | Kopenhagen                                          |